# Timothy Geithner
Timothy Franz Geithner (* 18. srpna 1961) je americký ekonom a politik, který v letech 2009–2013 zastával post ministra financí ve vládě prezidenta Baracka Obamy. Před nástupem do vlády působil jako prezident Federální rezervní banky v New Yorku.

## Biografie
Geithner se narodil v Brooklynu. Většinu svého dětství prožil mimo Spojené státy. Vystudoval Dartmouth College, kde získal bakalářský titul z vlády a asijských studií. Magisterský titul z mezinárodní ekonomie a východoasijských studií získal na Johns Hopkins University.

### Dřívější kariéra
Geithner po vystudování pracoval u konzultační firmy Kissinger Associates, Inc., kterou založil Henry Kissinger. Po třech letech nastoupil na ministerstvo financí. Pracoval jako attaché na americké ambasádě v Tokiu. V administrativě Billa Clintona pak zastával několik významných pozic v nejvyšším vedení ministerstva financí. Geithner z ministerstva odešel v roce 2002. V letech 2001 až 2003 pak působil jako ředitel oddělení v Mezinárodním měnovém fondu. Ve svých 42 letech byl jmenován prezidentem Federální rezervní banky v New Yorku. V této pozici například zamítl nabídku Sanforda Weilla na převzetí banky Citigroup. V březnu 2008 rovněž zorganizoval záchranu a prodej banky Bear Stearns. V témže roce hrál klíčovou roli v rozhodnutí vlády, aby nezachraňovala banku Lehman Brothers od bankrotu. Jako představitel ministerstva financí také Geithner řešil řadu finančních krizí v zemích jako Brazílie, Mexiko, Indonésie, Jižní Korea a Thajsko. Geither si spolu s Henrym Paulsonem myslí, že ministerstvo financí by mělo mít nové pravomoci, aby mohlo lépe reagovat na krize, jako je například ta finanční z roku 2008.
Během schvalovacího procesu v Senátu, se na veřejnost dostaly informace, že Geithner má nedoplatky na daních ve výši 35 000 dolarů. I přes tento skandál byl ovšem Geithner schválen v poměru 60:34 a své funkce se ujal 26. ledna 2009.